# (466368) 2013 RT85
(466368) 2013 RT85 es un asteroide perteneciente al cinturón de asteroides, descubierto el 13 de septiembre de 2013 por el equipo Spacewatch desde el Observatorio Nacional de Kitt Peak (Arizona, Estados Unidos).